# Pennewitzer Teiche - Unteres Wohlrosetal
Pennewitzer Teiche - Unteres Wohlrosetal este o arie protejată (arie specială de conservare — SAC, sit de importanță comunitară — SCI) din Germania întinsă pe o suprafață de 423 ha, integral pe uscat.

## Localizare
Centrul sitului Pennewitzer Teiche - Unteres Wohlrosetal este situat la coordonatele 50°40′26″N 11°01′57″E / 50.6739°N 11.0325°E.

## Înființare
Situl Pennewitzer Teiche - Unteres Wohlrosetal a fost declarat sit de importanță comunitară în septembrie 2000 pentru a proteja 14 specii de animale. Situl a fost protejat și ca arie specială de conservare în iulie 2008.

## Biodiversitate
Situată în ecoregiunea continentală, aria protejată conține 9 habitate naturale: Ape stătătoare oligotrofe până la mezotrofe, cu vegetație de Littorelletea uniflorae și/sau de Isoëto-Nanojuncetea, Lacuri eutrofice naturale cu vegetație de tip Magnopotamion sau Hydrocharition, Cursuri de apă de la nivel de câmpie la nivel montan, cu vegetație Ranunculion fluitantis și Callitricho-Batrachion, Formațiuni ierboase bogate în specii de Nardus, dezvoltate pe substraturi silicioase în zone montane (și în zone submontane, în Europa continentală), Fânețe de joasă altitudine (Alopecurus pratensis, Sanguisorba officinalis), Fânețe montane, Mlaștini turboase de tranziție și turbării mișcătoare, Mlaștini împădurite, Păduri aluvionare cu Alnus glutinosa și Fraxinus excelsior (Alno-Padion, Alnion incanae, Salicion albae).
La baza desemnării sitului se află mai multe specii protejate:
- păsări (10): minunița (Aegolius funereus), rață mică (Anas crecca crecca), caprimulg (Caprimulgus europaeus), erete de stuf (Circus aeruginosus), ciocănitoare neagră (Dryocopus martius), becațină comună (Gallinago gallinago), Gallinula chloropus chloropus, ciuvică (Glaucidium passerinum), Rallus aquaticus aquaticus, Tachybaptus ruficollis ruficollis
- amfibieni (1): triton cu creastă (Triturus cristatus)
- mamifere (1): liliac comun (Myotis myotis)
- nevertebrate (2): phengaris nausithous (Maculinea nausithous), Vertigo moulinsiana

Pe lângă speciile protejate, pe teritoriul sitului au mai fost identificate 6 specii de plante, 5 specii de amfibieni, 7 specii de mamifere, 37 de specii de nevertebrate, 1 specie de pești, 2 specii de reptile.